# La Libertad, Chilón
La Libertad är en ort i Mexiko.   Den ligger i kommunen Chilón och delstaten Chiapas, i den sydöstra delen av landet, 800 km öster om huvudstaden Mexico City. La Libertad ligger 855 meter över havet och antalet invånare är 133.
Terrängen runt La Libertad är huvudsakligen kuperad, men norrut är den bergig. La Libertad ligger nere i en dal. Runt La Libertad är det ganska tätbefolkat, med 54 invånare per kvadratkilometer. Närmaste större samhälle är Yajalón, 11,8 km nordväst om La Libertad. I omgivningarna runt La Libertad växer i huvudsak städsegrön lövskog.